# Sylver
Pour l’article homonyme, voir Sylver (arme).
Pour l’article ayant un titre homophone, voir Silver.

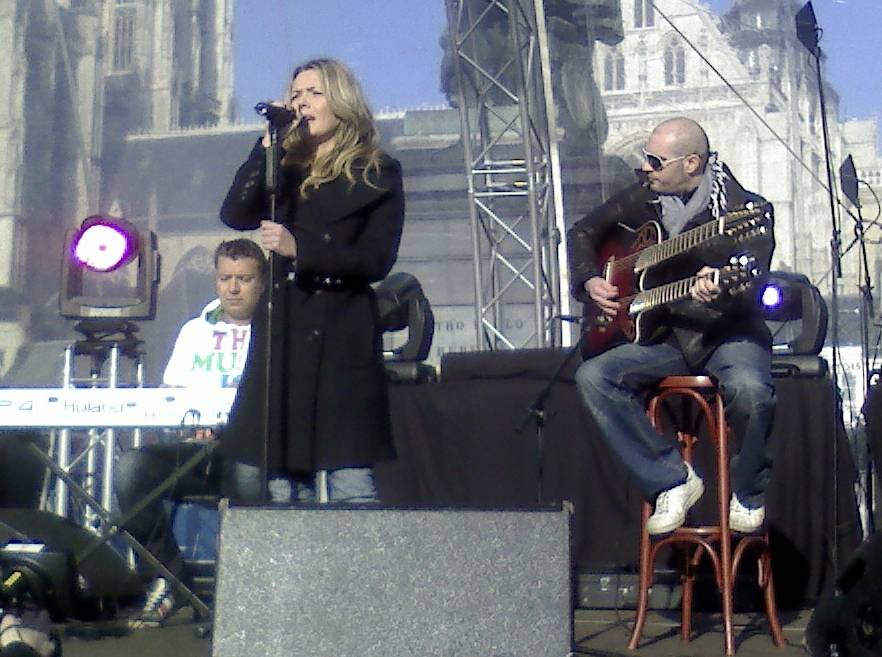
Sylver en janvier 2010 à Anvers.

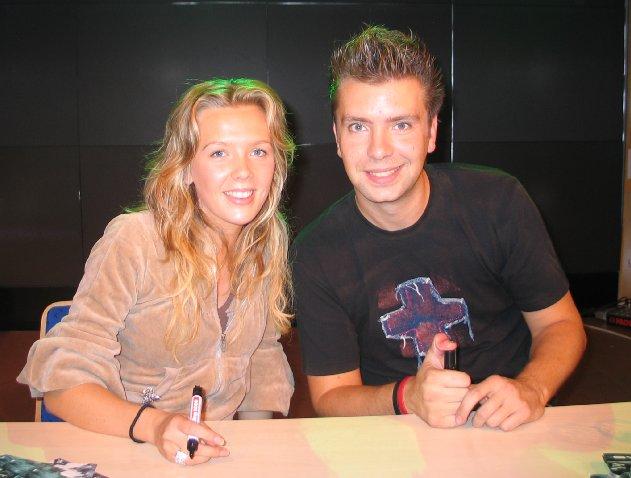
Sylver en octobre 2004.

Sylver est un groupe belge de dance plus particulièrement connu par son titre Turn the Tide.
La chanteuse du groupe est Silvy De Bie (née le 4 janvier 1981), le claviériste/compositeur est Wout Van Dessel (né le 19 octobre 1974), et le producteur et coauteur est Regi Penxten.
Silvy De Bie commence sa carrière musicale à l'âge de 9 ans à la télévision belge, dans la série télévisée De Kinderacademie (L'académie des enfants). Cependant, la promulgation d'une loi interdisant le travail des enfants de moins de 16 ans met un terme à sa carrière juvénile. Wout Van Dessel est quant à lui un DJ bien connu de la scène belge.
Pour réaliser les sonorités de sa musique, Sylver utilise non seulement des synthétiseurs et des basses, mais également des guitares, des pianos, et des instruments de percussion.
Le groupe a fait de nombreuses tournées, non seulement en Belgique, mais également en Amérique du Nord, en Afrique du Sud, en Asie, en Scandinavie, et en Europe de l'Est.

## Historique
En 2001, Sylver arrive en Allemagne avec leur premier album Chances, incluant le single « Turn the Tide ». Le single grimpe immédiatement à la 8e place des classements, et en moins de 8 semaines s'empare de la 2e place (derrière Whole Again, des Atomic Kitten). Il reste dans palmarès 10 pendant 12 semaines. Un mois plus tard, l'album est encore à la 16e place, et il reste dans le palmarès 100 pendant 49 semaines. Le single Forever In Loveest également classé.
Leur deuxième album, Little Things (2003) connaît également un grand succès, notamment avec les singles Livin' My Life et Why Worry.
Leur troisième album, Nighttime Calls, sort en novembre 2004, et le premier single extrait de l'album, Love is an Angel, grimpe immédiatement dans le top 10 belge.
Leur quatrième album, Crossroads sort en mai 2006, son morceau principal Lay All Your Love On Me, étant une reprise du groupe ABBA.

## Discographie

### Albums
- Chances (2000)
- Little Things (2003)
- Nighttime Calls (2004)
- Crossroads (2006)
- Sacrifice (2009)
- Decade (2010)

### Singles
- Turn The Tide (2000)
- Je ne sais pas (2000)
- Skin (2001)
- Forever In Love
- In Your Eyes
- Forgiven
- The Smile Has Left Your Eyes (2002)
- Livin' My Life (2003)
- Why Worry
- Shallow Waters
- Wild Horses
- Love Is An Angel (2004)
- Make It (2005)
- Take Me Back
- Lay All Your Love On Me (2006)
- One Night Stand
- Why
- The One
- One World One Dream (2008)
- Rise Again
- I Hate You Now (2009)
- Foreign Affair (2009)
- Music (2009)
- It's My Life(2010)
- Thank You (2010)
- Turn The Tide 2010 (2010)
- City Of Angels (2012)